# Robby Andrews
Robby Andrews (ur. 29 marca 1991) – amerykański lekkoatleta specjalizujący się w biegu na 800 metrów.
W 2010 zdobył brązowy medal w biegu na 800 m podczas mistrzostw świata juniorów w Moncton. Złoty medalista mistrzostw NCAA.

## Osiągnięcia
| Rok  | Impreza                     | Miejsce        | Konkurencja        | Lokata      | Wynik   |
| ---- | --------------------------- | -------------- | ------------------ | ----------- | ------- |
| 2010 | Mistrzostwa świata juniorów | Moncton        | bieg na 800 m      | 3. miejsce  | 1:47,00 |
| 2015 | IAAF World Relays           | Nassau         | sztafeta 4 × 800 m | 1. miejsce  | 7:04,84 |
| 2015 | Mistrzostwa świata          | Pekin          | bieg na 1500 m     | 11. miejsce | 3:38,29 |
| 2016 | Halowe mistrzostwa świata   | Portland       | bieg na 1500 m     | 4. miejsce  | 3:44,77 |
| 2016 | Igrzyska olimpijskie        | Rio de Janeiro | bieg na 1500 m     | półfinał    | DQ      |

## Rekordy życiowe
- bieg na 800 metrów – 1:44,71 (10 czerwca 2011, Des Moines)
- bieg na 1500 metrów – 3:34,78 (18 maja 2012, Eagle Rock)
- bieg na 1000 metrów (hala) – 2:17,90 (1 lutego 2013, Nowy Jork)